# Kaltennordheim
Kaltennordheim (en allemand : /ˌkaltn̩ˈnɔʁt.haɪ̯m/ ) est une petite ville dans la Rhön dans le sud-ouest de la Thuringe.
Au Moyen Âge, le village appartenait à l'Abbaye de Fulda.
Durant la guerre de Trente Ans, au XVIIe siècle, le village et une partie du château furent brûlés.

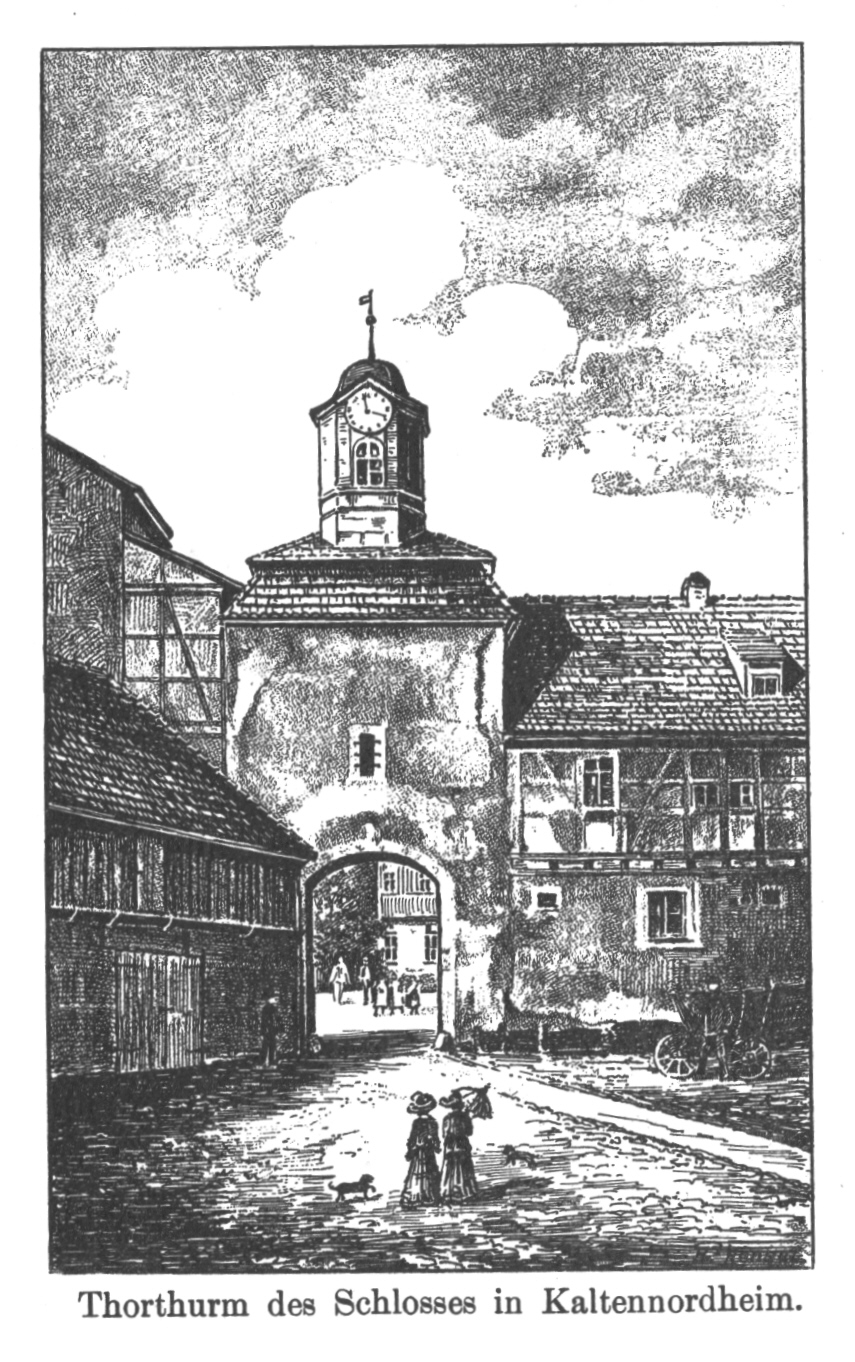
Porte du château de Kaltennordheim.